# Mother of Storms
Mother of Storms (1995, Nederlandse titel Moeder der Stormen) is een sciencefictionroman van de Amerikaanse schrijver John Barnes. Het boek gaat over een nucleaire aanval die een ecologische ramp veroorzaakt die de beschaving bedreigt.

## Het verhaal
Het verhaal speelt in de zomer van 2028 in een alternatieve tijdlijn. De Verenigde Staten is door een terroristische aanval met een kernbom op Washington D.C. (de Flits) in 2006 van het ene op het andere moment hun positie als leidende wereldmacht verloren. Alaska is onafhankelijk geworden en Canada is uiteengevallen in het Franstalige Quebec en Pacificanada. De Verenigde Naties hebben door het wegvallen van de Amerikaanse macht de status van een wereldvredes- en politiemacht bereikt. De machtigste persoon op aarde is secretaris-generaal Rivera. In Europa is in een geïntegreerde EU de zogenaamde Parti Una Euro aan de macht gekomen, die alle immigratie heeft stopgezet en zelfs migranten uitzet. Rusland is verder gedesintegreerd, waardoor de Siberische Republiek is ontstaan. Deze republiek, een dictatuur, maakt aanspraken op Alaska. Noemenswaardige uitvindingen zijn de BV (BrainVision, apparatuur waarmee men gebeurtenissen kan zien, beleven en voelen alsof men ze zelf meemaakt), zelfrijdende auto´s en de ziplijn (een soort hogesnelheidstransport). De BV heeft ook negatieve kanten: de interactieve beleving van geweld zet mensen tot geweld aan en veroorzaakt wereldwijde rellen, en ook kinderporno en snuff vinden hun weg naar de BV.
In maart 2028 ontdekt de VN dat Siberië lanceerinstallaties in de Noordelijke IJszee heeft geplaatst. Deze installaties zijn in strijd met het wereldwijde verdrag tegen massavernietigingswapens, en de VN opent een aanval met kleine kernbommetjes. Deze aanval doet echter het methaan uit de methaanclathraten op de zeebodem smelten, waardoor miljarden tonnen methaan in de atmosfeer ontsnappen. Methaan is een broeikasgas, ongeveer 25 maal effectiever in het vasthouden van warmte als het bekendere kooldioxide, en het noordelijk halfrond wacht hierdoor een uitzonderlijk hete zomer en een uitzonderlijk actief orkaanseizoen.
Op de Grote Oceaan vormt zich de tropische cycloon Clem, die al snel de grootste uit de geschiedenis wordt. Het warme zeewater geeft Clem meer dan genoeg energie, en de stromingen stuwen de cycloon de oceaan rond waardoor de storm in stand blijft en zelfs groeit. Een deel van Clem splitst af bij Mexico en deze storm, Clem 2 genaamd, steekt over naar de Caribische Zee, waar deze nog meer stormen vormt die Europa en de oostelijke VS teisteren. Denemarken, Ierland, België, Nederland en Groot-Brittannië worden zwaar getroffen en verdwijnen deels onder de golven. Van de Europese solidariteit blijft weinig over en andere landen sluiten de grenzen voor vluchtelingen. Intussen trekt Clem weer westwaarts richting Azië en laat daar ook meerdere cyclonen ontstaan. Japan, China en Bangladesh worden zwaar getroffen. In China stort het centrale gezag ineen en ontstaat ten gevolge hiervan een meervoudige burgeroorlog. Bangladesh wordt schoongeveegd door tsunami´s. Clem, en daarvan afgesplitste orkanen, nemen steeds verder in kracht toe en verwoesten steeds meer gebieden met miljoenen doden tot gevolg. De zakenman John Klieg probeert in samenwerking met de Siberische regering (Siberië is het enige vrijwel niet getroffen land) van de situatie misbruik te maken en een monopolie op ruimtevaart te creëren. Een totale ineenstorting van de menselijke beschaving dreigt zelfs.
Een aantal personen wil dit echter niet laten gebeuren. President Hardshaw, haar adviseur Harris Diem, de meteoroloog Di Callare en zijn neef Jesse, en de astronaut Louie Tynan en zijn vrouw Carla doen wat ze kunnen om een oplossing te vinden. Tynan wordt in een ruimteschip naar de buitenste regionen van het zonnestelsel gestuurd, waar een komeet de oplossing moet bieden. Om zijn taken beter te kunnen verrichten gaat Tynan een breinverbinding aan met de scheepscomputer maar langzamerhand versmelt zijn geest hiermee waarbij zijn intelligentie exponentieel stijgt. Hij neemt de bestaande gerobotiseerde maanbasis over en breidt deze uit tot het grootste industriële complex van het zonnestelsel om materialen te verkrijgen om zijn missie naar de kometengordel te versnellen en tot een goed einde te brengen. Maar de tijd begint voor de aarde te dringen.

## Trivia
Een aantal in het boek voorkomende ontwikkelingen, vooral op het gebied van digitalisering en AI, blijkt achteraf vrij accuraat:
- Zelfreplicerende mijnrobots die hun besturingscode naar behoefte kunnen aanpassen opereren zodanig zelfstandig dat ze zich aan menselijke controle kunnen onttrekken. Dit is een veelgenoemde vrees bij AI, dat deze een eigen leven gaat leiden en zich aan menselijke controle onttrekt.
- Louie Tynan en zijn vrouw Carla versmelten hun brein met de scheepscomputer en de electronica op Aarde waardoor hun persoonlijkheid in de netwerken aanwezig blijft met veel hogere intelligentie, ook na de dood van hun fysieke lichamen. Sommige futurologen zien dit als een reële mogelijkheid voor de nabije toekomst.
- Er wordt optimeringssoftware genoemd die niet alleen andere software maar ook elkaar optimaliseert, waardoor zelfs de menselijke gebruikers niet meer weten hoe het precies gaat. Dit is een reële mogelijkheid bij (generale) AI, dat deze zich uiteindelijk zonder menselijke inmenging verder kan ontwikkelen tot een niveau dat de menselijke intelligentie en capaciteit ver voorbijstreeft (singulariteit).
- De enorme groei van het internet en digitalisering, alsmede zelfrijdende auto´s.
- De mogelijkheid van mijnbouw op de Maan en astroïden, aangezet door groeiende behoefte aan grondstoffen.
- Hoewel zaken als BV nog ver weg zijn, wordt wel accuraat geschetst hoe innovaties zowel voor- als nadelen kunnen hebben, afhankelijk van wie ze gebruikt. Dit weerspiegelt de ontwikkeling van het in 1995 nog prille internet, waarbij onder de algehele dotcom-euforie destijds ook zorgen waren over o.a. extremisme en kinderporno die hiermee een veel breder publiek konden bereiken (gecombineerd met opkomend rechts-extremisme in Europa).
- De figuur Harris Diem weerspiegelt hoe men een dubbelleven kan leiden waarbij men aan de ene zijde een voorbeeldig lid van de samenleving is maar aan de andere kant de vreselijkste dingen doet. Diem is president Hardshaws rechterhand en de man achter strengere aanpak van BV-kinderporno en snuff, maar is zelf aan de andere kant aan kindersnuff verslaafd en heeft in het verleden verkrachtingen gepleegd. Dit beeld ziet men niet alleen terug bij kinderporno maar ook bij bijvoorbeeld witteboordencriminelen en oorlogsmisdadigers. Uiteindelijk halen Diems daden hem toch nog in als de vader van één van de slachtoffertjes hem traceert als opdrachtgever en doodschiet.

Verder is, hoewel zwaar overdreven, ook het anti-immigratiesentiment en de "ruk naar rechts" in Europa voorspeld. Betreffende de positie van de VN en een verder uiteenvallen van Rusland zat Barnes er echter flink naast. Hoewel binnen Franstalig Canada inderdaad een sterke onafhankelijkheidsbeweging bestaat, is hier geen sprake van in Alaska of Siberie. Ook de terugkeer van de mens naar de Maan en landingen op Mars hebben in werkelijkheid langer op zich laten wachten.